# Swatch

Swatch logo

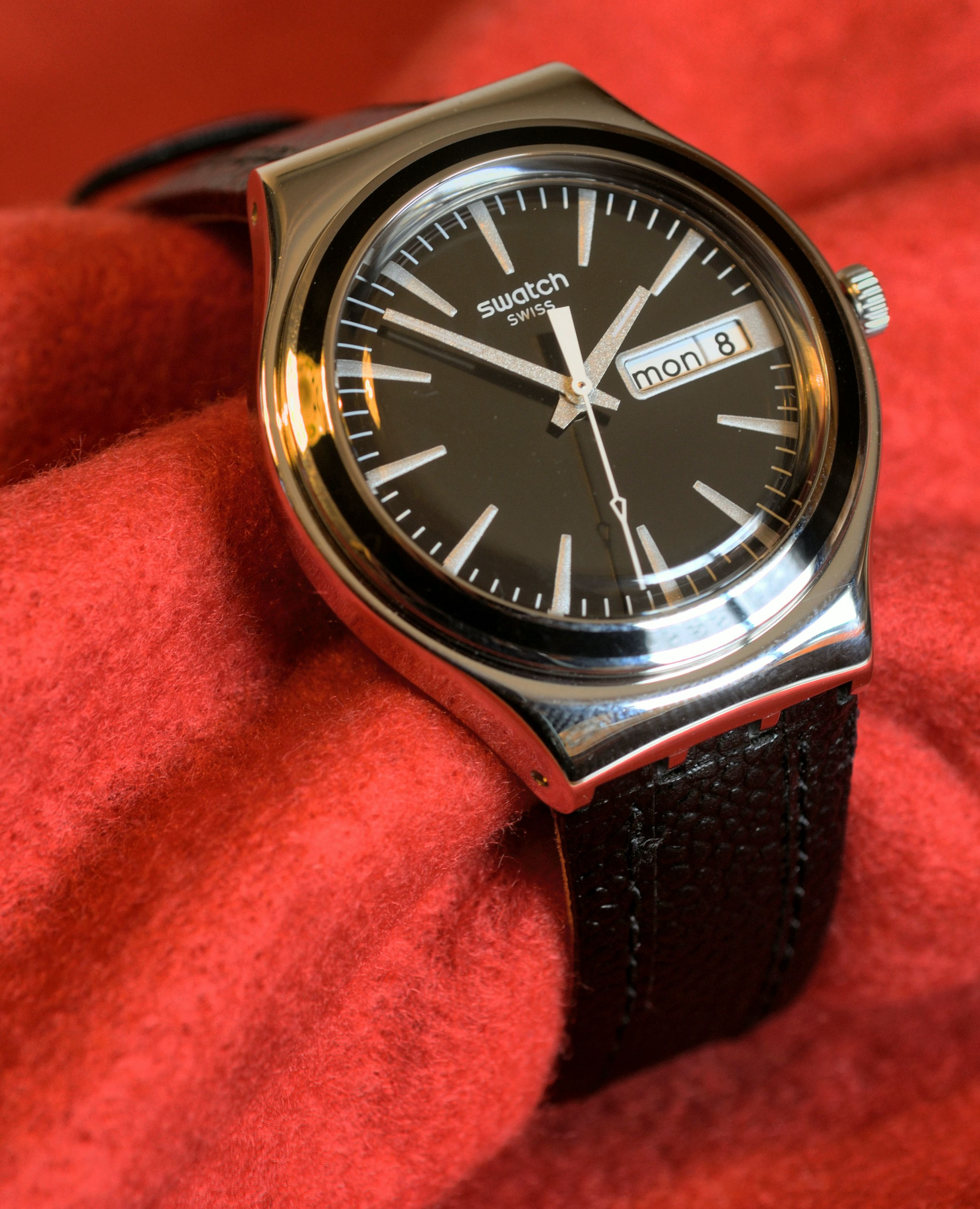
Swatch Irony "Charcoal Suit"

Swatch är ett dotterföretag till den schweiziska urtillverkningskoncernen The Swatch Group AG. Swatch grundades av Nicolas Hayek.
1983 tillverkade Swatch en tunn plastklocka bestående av bara 51 delar. Det var en klocka som kombinerade hög kvalitet med ett lågt pris. Efterhand har man utvecklat nya modeller med otaliga variationer i design. I dag finns till exempel metallklockor, ultratunna kronometrar, klockor med inbyggt skidpass för skidliftsystem, interaktiva klockor och klockor med djupmätare för dykning. Swatch var officiell tidtagare under OS 2004 i Aten.

## Swatch Internet Time
Se även: decimaltid
Under 1998 lanserade Swatch ett universellt tidssystem; Swatch Internet Time, SIT. Det byggde på att dygnet delades upp i 1000 enheter, kallade beats. 0 beat definieras som midnatt i Biel, där firmans huvudkontor ligger. Bieltiden motsvaras exakt av UTC + 1. Kl anges med @. Exempel: @400, "400 beat" (som motsvarar klockan 09:36:00 – 09:37:26,4 i Stockholm normaltid).
Det geniala med SIT är att det gäller globalt utan modifiering för tidszon, sommartid och problem med tidtabeller.
Systemet finns på ett antal av företagets klockor, liksom i några datormiljöer och en Ericsson-mobiltelefon. SIT används för närvarande (2007) i mycket liten omfattning. I somliga datorer finns beat-klockfunktion hämtbar, synkroniserad med internettid. I mera förfinade varianter kompenseras för den lilla tidsfördröjning som uppstår vid signalbehandlingen i datorns kretsar och transmissionstiden från Internets centralur i USA och datorns position på jorden (några millisekunder).

## The Swatch Group AG
Swatch Group omfattar följande klockmärken.
- Breguet (urmärke) (CH)
- Blancpain (CH)
- Glashütter Uhrenbetrieb GmbH (D)
- Jaquet Droz (CH)
- Leon Hatot
- Omega (CH)
- Rado (CH)
- Longines (CH)
- Union Glashütte (D)
- Balmain
- Calvin Klein
- Tissot (CH)
- Hamilton (USA)
- Certina (CH)
- Mido (CH)
- Swatch
- Flik Flak (CH), klockor för barn
- endura
- DYB
- Swatch Group Les Boutiques